# روباه پیر (مجموعه تلویزیونی)

مجموعه تلویزیونی روباه پیر

روباه پیر (به آلمانی: Der Alte) یک مجموعه تلویزیونی آلمانی است (در ایران با نام کاراگاه کاستر ).

## داستان
این سریال در شبکهٔ زد دی اف آلمان تهیه شده‌است. موضوع این سریال عملیات کارآگاهی بود. از سال ۱۹۷۶ تا ۱۹۸۵ شخصیت اصلی این مجموعه را کارآگاهی به نام اروین کاستر بازی می‌کرد و پس از آن یعنی از سال ۱۹۸۶ تا سال ۲۰۰۷، نقش اصلی آن کاراگاه لئو کرس بود.

## دوبلورها
- عطاالله کاملی بجای کاستر
- غلامعلی افشاریه بجای هیمن
- پرویز بهرام بجای مارتین
- ناصر ممدوح / خسرو شمشیرگران بجای ملینگر
- حسین باغی / محمد عبادی / شهروز ملک‌آرایی / هوشنگ قطعه‌ای / جواد پزشکیان
- کیکاووس یاکیده / حسین حاتمی/ زهرا آقارضا/مهدی آرین‌نژاد/
- اصغر افضلی / رزیتا یاراحمدی /محمد یاراحمدی /ناصر نظامی/زهره شکوفنده
- نیکو خردمند /عزت‌الله گودرزی /عباس سلطانی /پرویز نارنجیها/کنعان کیانی/خسرو شایگان و…
- تیتراژ: غلامعلی افشاریه

## پخش در خارج از آلمان
این سریال در بسیاری از کشورها از جمله ایران و افغانستان نمایش داده شده‌است. در ایران نیمی از این سریال با نام کاراگاه کاستر پخش شد.
در ایران این سریال از شبکه ۱ سیمای جمهوری اسلامی ایران پخش شده‌است. همچنین در افغانستان نیز با دوبله غیر همزمان پشتو از تلویزیون ملی افغانستان پخش شده‌است.